# Resolutie 430 Veiligheidsraad Verenigde Naties
Resolutie 430 van de Veiligheidsraad van de Verenigde Naties werd bijna unaniem aangenomen. Dat gebeurde op de 2080ste
vergadering van de Raad op 16 juni 1978. China nam niet deel aan de stemming.

## Achtergrond
Na geweld tussen de twee bevolkingsgroepen op Cyprus werd in 1964 de VN-vredesmacht UNFICYP op het eiland gestationeerd.

## Inhoud
De Veiligheidsraad:
- Merkt het rapport van de secretaris-generaal op (S/12723);
- Merkt de goedkeuring op van de betrokken partijen ten aanzien van het rapport van de Secretaris Generaal, dat de missie in Cyprus met zes maanden verlengd wordt;
- Merkt op dat de regering van Cyprus de VN-vredesmacht noodzakelijk vindt;
- Bevestigt resolutie 186 en andere relevante resoluties;

1. Verlengt de aanwezigheid van VN-vredestroepen in Cyprus, resolutie 186 uit 1964, met zes maanden, eindigend op 15 december 1978;
2. Verzoekt de secretaris-generaal om de raad op de hoogte te houden, en een rapport in te leveren met betrekking tot de uitvoering van deze resolutie.

## Verwante resoluties
- Resolutie 414 Veiligheidsraad Verenigde Naties
- Resolutie 422 Veiligheidsraad Verenigde Naties
- Resolutie 440 Veiligheidsraad Verenigde Naties
- Resolutie 443 Veiligheidsraad Verenigde Naties

Lijst ·  423 ·  424 ·  425 ·  426 ·  427 ·  428 ·  429 ·  430 ·  431 ·  432 ·  433 ·  434 ·  435 ·  436 ·  437 ·  438 ·  439 ·  440 ·  441 ·  442 ·  443